# Pierre Verger

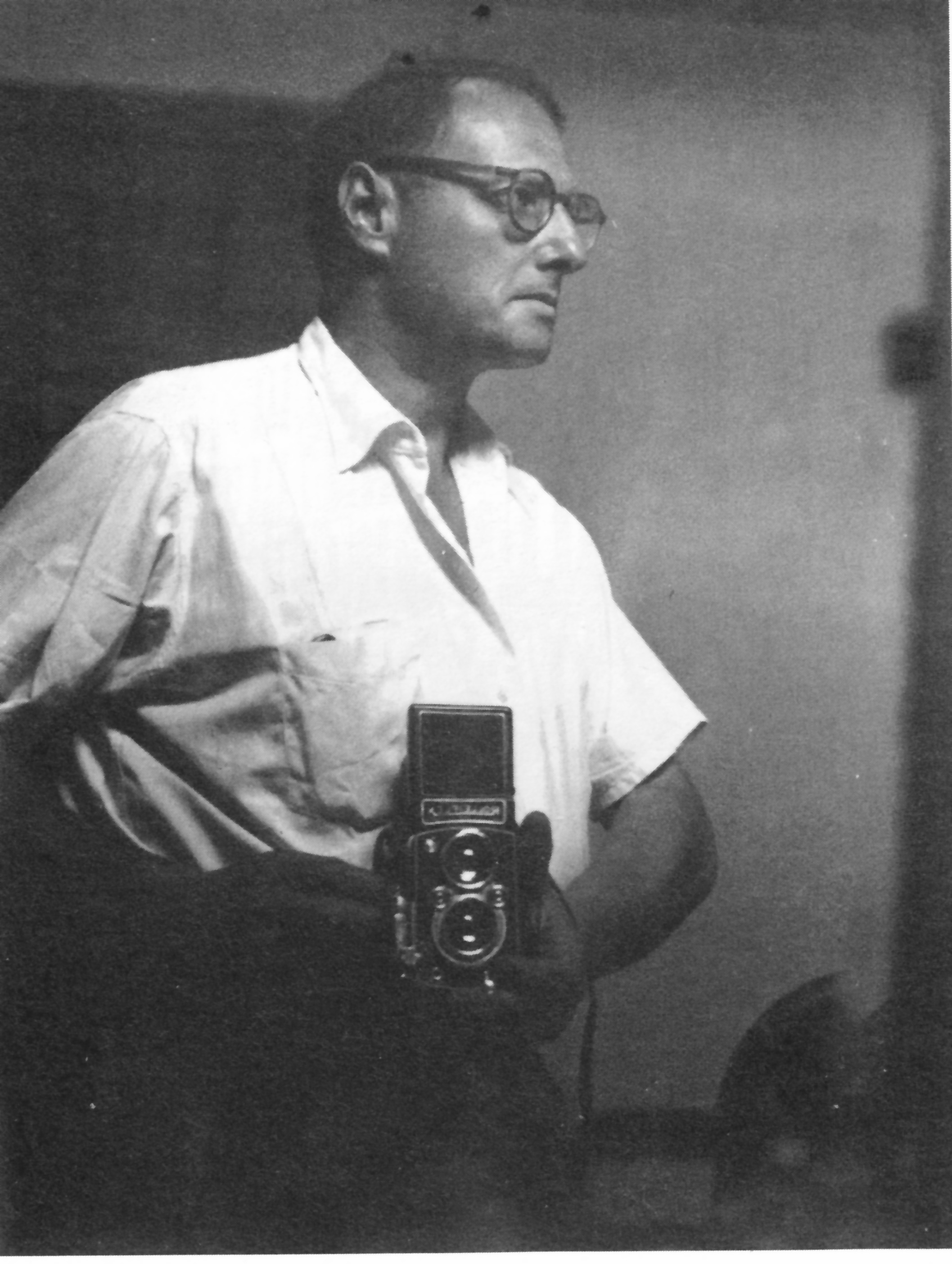
Pierre Verger

Pierre Verger (eigentlich: Pierre Édouard Léopold Verger) (* 4. November 1902 in Paris, Frankreich; † 11. Februar 1996 in Salvador, Brasilien) war ein französischer Fotograf, Ethnologe, Schriftsteller, Babaláwo sowie ein Gründungsmitglied der Fotoagentur Alliance Photo. Bekannt wurde Verger für seine Forschungen zu den Yoruba und den transatlantischen Beziehungen zwischen Brasilien und Afrika. Er kann als einer der Pioniere der visuellen Anthropologie angesehen werden und war als Fotograf in zahlreichen Kulturkreisen tätig. 1952 nimmt er nach seiner Initiation als Babalawo den Namen Fatumbi oder Fátúmbí an.

## Leben und Werk
Pierre Verger entstammt einer bürgerlichen deutsch-belgischen Familie aus Paris im 16. Arrondissement. Sein Vater war der Besitzer einer Druckerei und verstarb genauso wie der jüngere Bruder früh. Verger wird aus disziplinarischen Gründen vom Studium an der École Bréguet ausgeschlossen und beginnt im Alter von 18 Jahren eine Tätigkeit im väterlichen Unternehmen. Der Tod der Mutter am 15. März 1932 ist Anlass eines radikalen Bruchs mit seinem bisherigen bürgerlichen Leben. Fortan soll die restliche Lebenszeit, die er selbst auf das Alter von 40 Jahren ansetzt, für das Reisen und Fotografieren genutzt werden. Die Grundlagen der Fotografie und der Dunkelkammer erlernt Verger von seinem damaligen Freund Pierre Boucher mit einer Rolleiflex-Kamera.
Im Dezember 1932 begibt sich Verger zusammen mit dem befreundeten Maler Eugène Huni auf die Spuren von Paul Gauguin und bereist die polynesische Inselwelt. Bei seiner Rückkehr nach Paris im Jahr 1934 schließt Verger Bekanntschaft mit dem Co-Direktor Georges Henri Rivière des damaligen Musée de Trocadéro und verkehrt fortan im Umfeld von Marcel Griaule, Michel Leiris und André Schaeffner. Verger übernimmt Fotoaufträge für das Museum und bekommt die Möglichkeit, seine Fotografien in der Gruppenausstellung 'Photographies de la Polynesien Française' (1934) auszustellen.

### Alliance Photo und Karriere als Bildreporter (1934–1937)
Zusammen mit den Fotografen Pierre Boucher, René Zuber und Émeric Feher sowie der Fotografin Denise Bellon gründet Verger im Dezember 1934 in Paris die Agentur Alliance Photo. Er arbeitet fortan für verschiedene Zeitungsverlage als Fotograf. Paris-Soir engagiert ihn für eine sechsmonatige Weltreise, die ihn in die USA, nach Japan und China sowie die Philippinen und nach Singapur führt. Bei einer Reise mit dem Fahrrad im Jahr 1935 entlang der spanischen Mittelmeerküste wird Verger bei Ausbruch des spanischen Bürgerkriegs fälschlicherweise für einen deutschen Spion gehalten und inhaftiert. Seine Reisestationen entlang der Mittelmeerküste sind u. a. Barcelona, Alicante, Granada, Córdoba, Sevilla und Málaga. Der Verleger Paul Hartmann findet Gefallen an den Fotografien aus Spanien und es entwickelt sich eine jahrelange Zusammenarbeit. Noch im selben Jahr bricht Verger zu seiner ersten Afrika-Reise (1935–36) auf und findet über Algerien mit einer Kamelexpedition der Tuareg den Weg durch die Sahara nach Dahomey, dem heutigen Benin. Hier trifft er zum ersten Mal auf ehemalige Sklaven aus Brasilien, die sogenannten 'Aguda'. 1937 berichtet er vom Zweiten Japanisch-Chinesischen Krieg und ist von der Gewalt und seiner eigenen Tätigkeit als Bildreporter schockiert.

### Erste Reisen nach Zentral- und Südamerika und Aufenthalte in Argentinien und Peru (1937–1946)
Bei Ausbruch des Zweiten Weltkriegs hält sich Verger in Mexiko auf. Über Guatemala und Ecuador erreicht er im Februar 1940 Brasilien und besucht die Städte São Paulo, Rio de Janeiro und Petrópolis. Nachdem sich Verger freiwillig zum Kriegsdienst gemeldet hat, wird er in einer fotografischen Militäreinheit in Dakar rekrutiert. Hier trifft er auf seinen alten Freund Bernard Maupoli und den Direktor des Instituts Français d’Afrique Noir (IFAN) Théodore Monod. Nach seiner Demobilisierung kehrt er im selben Jahr über Guinea-Bissau nach Brasilien zurück. Von 1941 bis 1942 lebt Verger in Argentinien bei einer Gruppe von Sinti und Roma und arbeitet für die Zeitungen El Mundo Argentino und Argentina Libre. 1942 durchquert Verger Bolivien in Richtung Peru, welches er im Juli desselben Jahres erreicht. Er erhält eine Stelle als Fotograf im Nationalmuseum von Lima, um die Brauchtümer der Quechua- und Aymara-Indios zu dokumentieren. Insgesamt fünf Jahre lebt er im Wechsel in Lima und Cusco.

### Brasilien (seit 1946)
Von Peru reist Verger über Bolivien weiter nach São Paulo, wo der Ethnologe Roger Bastide sein Interesse für das afrikanische Brasilien weckt. Dank einer Tätigkeit für die Wochenzeitschrift 'O Cruzeiro' erhält Verger eine Aufenthaltsgenehmigung und findet schließlich in Salvador einen neuen Lebensmittelpunkt. Er knüpft Kontakte zu dem Bildhauer Mario Cravo, dem Maler Carybé und dem Schriftsteller Jorge Amado, den er bereits während eines früheren Aufenthalts in Rio de Janeiro kennengelernt hatte und dessen Roman Jubiabá sein Interesse für das Land bestärkte. Verger trägt mit seiner Tätigkeit für O Cruzeiro zusammen mit Fotografen wie Jean Manzon entscheidend zum Aufschwung des brasilianischen Bildjournalismus bei. Zusammen mit dem Journalisten Odorico Tavares erstellt er 1947 eine Reportage zum Krieg von Canudos. In weiteren Bildstrecken widmet er sich der afrobrasilianischen Kultur in Salvador und hält Capoeira-Tänze mit seiner Kamera fest. Sein Interesse für die Rituale des Candomblé und die Religion der Yoruba führt zu einem Stipendium des IFAN in Dakar. In insgesamt 2000 Fotografien dokumentiert Verger das religiöse Leben der Yoruba-Völker in Benin. Theodore Monod veranlasst Verger seine Fotografien mit eigenen Notizen und Beobachtungen zu ergänzen. Nach und nach wird Verger so zum wissenschaftlichen Forscher, der sich auch über schriftliche Quellen über die Geschichte des transatlantischen Sklavenhandel vor Ort informiert. Im Austausch mit den 'Aguda' lernt er dabei ihre spezielle Rolle.
Er selbst spricht von seiner Arbeit als „‚Botschafter‘ auf dem Boden Afrikas“ (Pierre Verger an Roger Bastide, Bahia).

### Verger als Fotograf
Pierre Vergers Vorliebe galt der Schwarzweißfotografie mit starken Kontrasten. Sein Hauptmotiv waren Menschen, die er auf seinen Reisen traf.
Verger, der 1902 in Paris geboren wurde und 1996 in Bahia verstarb, entstammte einer bürgerlichen wohlhabenden Familie.
Neben der Fotografie widmete er sich der Ethnologie und war Babalawo (Yoruba-Priester).